# Skibby Kirke
Skibby Kirke er en kirke i Skibby Sogn i Frederikssund Kommune. Den er kendt for Skibbykrøniken.
Skibby Kirke er bygget i første del af 1100 tallet, mens Skibby stadig var en købstad. Derfor er kirken større end en landsbykirke, og det har derfor ikke været nødvendig at udvide kirken.
De to klokker er fra 1806 og 1879
Både apsis, kor og skib er bygget af frådsten. Ved en restaurering i 1869 blev de udvendige mure belagt med cementpuds; det er fjernet fra apsis.
Det brede skib fik i 1400- tallet fem piller som støtte, da skibet blev forsynet med 2×4 krydshvælvninger.
Våbenhuset, som ligger mod nord, er bygget af munkesten i sengotisk stil .
Alterbordet er formentlig lige så gammelt som kirken og er af frådsten. Krucifikset er fra 1894. Den gamle altertavle fra 1608 er flyttet til skibets nordvæg.
- Billede 1, apsis
- Billede 2, skibet

- Billede 3, våbenhuset
- Billede 4, alterbordet og krusifikset

## Kalkmalerierne
Et af Danmarks ældste kalkmalerier er apsismaleriet og er fra 1150. Kalkmaleriet blev fundet i 1889, da væggen, som adskilte sakristi og kor, blev revet ned. Billedet forestiller den majestætiske Kristus på sin trone. Hans højre hånd er løftet til velsignelse, mens den venstre støtter livets bog mod knæet. Omgivet af de fire evangelister.
Mellem 1300 og 1350 blev der lavet hvælvinger i koret, og de blev dekoreret med de smukke gotiske kalkmalerier. De blev kalket over og genfundet under en istandsættelse i 1854.

### Jesu fødsel
Øverst ses bebudelsen med englen Gabriel, der hilser jomfru Maria. Herunder ses Jesu fødsel.
'Vi var hvad I nu er, og hvad vi nu er, skal I engang blive' Det menes står skrevet på latin over billedet af de hellige tre konger, der under jagt møder tre døde konger. De ridende konger er velklædte og har to hunde med og en jagtfalk på hånden. Øverst ses den hellige Martin af Tours, der gavmildt skænker sin kappe til tiggeren.

### Jesu lidelseshistorie
Historen fortælles fra venstre mod højre: afstraffelsen, korsfæstelsen og opstandelsen.
Dommen læses øverst på korset: INRI – latinsk forkortelse for Jesu Nazaræeren, jødernes konge.

### Dommedag
I midten af hvælvingen ses den dømmende Kristus, siddende på regnbuen med halvnøgen overkrop og hænderne med de blødende sår løftet. På skriftbåndene står der: Her er de velsignede og her er de fordømte. Øverst ses en pelikan som hakker sit bryst til blods. Det er symbol på Kristi offerdød for menneskets skyld. 

### Korbuen
Kristussymbolikken: korsglorien, sejrsfanen og kalken, som opsamler offerblodet. Omkring lammet ses otte mænd, som angiveligt er de gammeltestamentlige profeter, som forudsiger frelserens komme.
- Billede 5 – Jesu fødsel
- Billede 6 – Memento mori: Vi er hvad I nu er, og hvad vi nu er, skal I engang blive
- Billede 7 – Jesu lidelseshistorie
- Billede 8 - Dommedag
- Billede 9 - Korbuen

## Interiør
Altersølvet består af kalk fra 1601 samt en oblatæske fra 1764. Den syvarmede lysestage er fra ca. 1900, lysekronen i koret ca. 1500.
I nordvæggen i koret ses et sakramentskab hvor i der hænger et gotisk røgelseskar fra før år 1620.
Døbefonten er af bronzeret jern med nygotiske ornamenter, fra år 1855.

### Prædikestolen
Prædikestolen er fra 1896 og stolestaderne fra 1962. De gamle stolestader fra 1578 opbevares i Nationalmuseet.
- Billede 10 - døbefont.
- Billede 11 - prædikestolen.

### Gravminder
Der ligger 3 gravsten i gulvet. To er lagt over medlemmer af den lavadelige slægt Manthorp (Manderup) fra den nærliggende landsby af samme navn. Den sidste er fra 1866 over præsten Peder Bagge. På væggene hænger to epitafier over Dorete Bagge (†1675) og præsten Peder Gødesen (†1780) med familie.

## Ejerforhold
Man ved med sikkerhed at der i 1402 blev betalt skat til Roskilde Domkirke. 1517 står kongen som ejer, i 1567 hørte kirken under Abrahamstrup (Jægerspris Slot.) Baron Oluf Rosenkrantz på Egholm fik kirken i 1674; den tilhørte Egholm indtil 1920, hvorefter den overgik til selveje.

## Eksterne kilder og henvisninger
- Wikimedia Commons har flere filer relateret til Skibby kirke
- Skibby Kirke Arkiveret 31. januar 2011 hos  Wayback Machine hos nordenskirker.dk
- Skibby Kirke hos KortTilKirken.dk
- Skibby Kirke hos danmarkskirker.natmus.dk (Danmarks Kirker, Nationalmuseet)